# Usina Hidrelétrica Fumaça
A Usina Hidrelétrica Fumaça está localizada no rio Juquiá, pertencente a bacia hidrográfica do rio Ribeira de Iguape, no estado de São Paulo. É um empreendimento privado, pertencente à Companhia Brasileira de Alumínio do grupo Votorantim, classificada pela agência energética como de Auto-produção.

## Características
A usina foi inaugurada em 1964, com capacidade instalada total de 36,4 MW. Seu reservatório possui uma área inundada de 337,98 hectares, com capacidade de 90 milhões de m³ de água. Faz parte do Complexo Juquiá da Votorantim Energia, composto por 6 usinas hidrelétricas (Alecrim, Barra, Salto do Iporanga, Fumaça, França e Serraria) e 1 pequena central hidrelétrica (Porto Raso).

## Indústria do alumínio
A geração da usina tem sua produção destinada à produção de alumínio, que em 2006 consumia sozinho 6% de toda a energia produzida no Brasil, sendo que 27% do total consumido em 2010 vinha de autogeração.